# Magyar Zene (folyóirat)
A Magyar Zene egy magyar zenetudományi folyóirat. Megjelenik évente négyszer. 2018-ban az LVI. évfolyama jelent meg. ISSN 0025-0384
Szerkesztője: Péteri Judit. Kiadója a Magyar Zenetudományi és Zenekritikai Társaság.

## Története
A folyóirat 50 éves történetét Péteri Lóránt foglalta össze "A Magyar Zene évtizedei: Adalékok a folyóirat első ötven évének történetéhez " címen a folyóirat 2011. februári számában.
A Magyar Zene alcímében kezdettől fogva zenetudományi periodikaként határozta meg önmagát. A folyóirat hangsúlyosan a Magyar Zeneművészek Szövetsége és a Zeneműkiadó Vállalat közös vállalkozásaként indult – az impresszum a kezdetektől e két intézmény lapjaként nevezte meg a Magyar Zenét.

## Szerzői
2015-ig 587-en járultak hozzá a folyóirathoz szerzőként. Számos külföldi személyiségen túl köztük vannak
- híres zeneszerzők, mint Kodály Zoltán és Bárdos Lajos,
- politikusok, mint Aczél György, Ilku Pál
- zenetudósok, mint Kroó György,
- előadóművészek, mint Pécsi Sebestyén
- kritikusok, mint Pándi Marianne.